# Taguchi☆gumi
『Taguchi☆gumi』（タグチ グミ）は、一部の音楽サイトで公開された田口★組が制作した楽曲のMP3のファイル名である。

## 解説
CDなどのパッケージ版では田口ソロ作品はリリースされていないが一部音楽サイトなどで田口のソロ作品が公開されていた。収録曲は田口のオリジナルが10曲、ライブ音源や別バージョンが2曲、 坂本龍一の『Merry Christmas, Mr. Lawrence』（本曲はC-C-B時代の雑誌で田口が影響を受けた楽曲として取り上げられた）、その他クラシック曲が5曲収録している。収録順は不明。
このファイルに収録されていない田口の楽曲などはかつて存在した田口の公式サイトで公開されていた（田口が歌唱したC-C-B「Cyber-Commander」編曲前のデモ音源/仮歌や1978年に行った渡辺、田口、笠が在籍したグループ、ステーションのワンマンライブの音源2曲などがある）。

## 収録曲
| 全編曲: 田口智治。 |                                                          |          |                  |
| #                  | タイトル                                                 | 作詞     | 作曲             |
| 1.                 | 「少年時代の画集より」                                   |          | ハチャトゥリアン |
| 2.                 | 「月の光」                                               |          | ドビュッシー     |
| 3.                 | 「Merry Christmas Mr. Lawrence」(戦場のメリークリスマス) |          | 坂本龍一         |
| 4.                 | 「Birthday Night」                                       |          | 田口智治         |
| 5.                 | 「ウエルビクス・ミュージック」                           |          | 田口智治         |
| 6.                 | 「12月の雨」                                             |          | 田口智治         |
| 7.                 | 「月のみはりばん (Live Version)」                        | 田口智治 | 田口智治         |
| 8.                 | 「月のみはりばん」                                       | 田口智治 | 田口智治         |
| 9.                 | 「Ave Maria」                                            |          | 田口智治         |
| 10.                | 「Halle lujah〜BWV.147」                                 |          | バッハ           |
| 11.                | 「GhostDanceFive」                                       |          | 田口智治         |
| 12.                | 「tukinomiharibann」(月のみはりばん)                     | 田口智治 | 田口智治         |
| 13.                | 「Halle luja〜(BWV.147)」                                |          | バッハ           |
| 14.                | 「悲愴ソナタ 第2楽章」                                   |          | ベートーヴェン   |
| 15.                | 「ムーンライトソナタ第一楽章」                           |          | ベートーヴェン   |
| 16.                | 「卒業写真」                                             |          | 田口智治         |
| 17.                | 「きみがいた場所」                                       |          | 田口智治         |
| 18.                | 「ウエルビクス・ミュージック(カウントダウン付)」         |          | 田口智治         |

## 楽曲解説
1. 少年時代の画集より
ハチャトゥリアンの楽曲。
2. 月の光
ドビュッシーの楽曲。
3. Merry Christmas Mr. Lawrence
坂本龍一の楽曲。
なお田口はC-C-B時代の雑誌で自分に影響を受けた作品としてこの楽曲を挙げている。
4. Birthday Night
田口のオリジナル作品。
5. ウエルビクス・ミュージック
田口のオリジナル作品。
6. 12月の雨
田口のオリジナル作品。
7. 月のみはりばん (Live  Version)
田口のオリジナル作品のライブバージョン。
8. 月のみはりばん
田口のソロ楽曲の代表曲。
9. Ave Maria
田口のオリジナル作品。
10. Halle lujah〜BWV.147
バッハの楽曲。
11. GhostDanceFive
田口のオリジナル作品。
12. tukinomiharibann
田口の楽曲『月のみはりばん』の別バージョン。
13. Halle luja〜(BWV.147)
バッハの楽曲。
14. ムーンライトソナタ第一楽章
ベートーヴェンの楽曲。
15. 悲愴ソナタ 第2楽章
ベートーヴェンの楽曲。
16. 卒業写真
田口のオリジナル作品。
17. きみがいた場所
田口のオリジナル作品。
18. ウエルビクス・ミュージック(カウントダウン付)
田口のオリジナル作品。